# Oberes Gericht
Oberes Gericht ist der Name einer Tallandschaft im Westen des österreichischen Bundeslands Tirol im Bezirk Landeck. Sie ist der oberste Abschnitt des Inntals in Österreich (Tiroler Inntal) und umfasst den Nordwestteil der Ötztaler Alpen (rechts des Inns) und den Ostteil der Samnaungruppe (links des Inns). Damit bildet sie das oberste Oberinntal als Teil des Tiroler Oberlands. Gemäß den Einwohnerzahlen vom 1. Januar 2016 leben 12.787 Einwohner im Oberen Gericht.

## Geographie

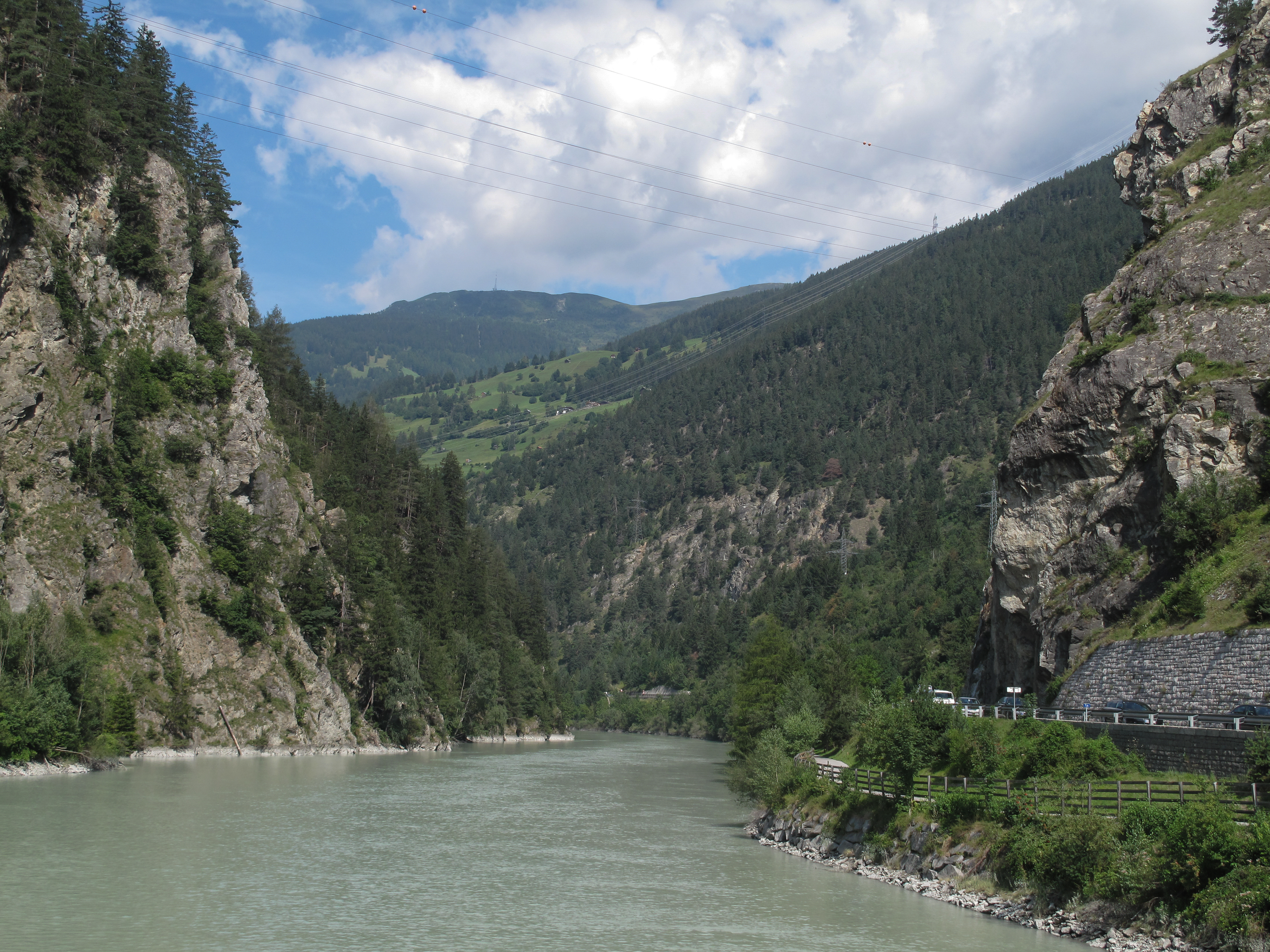
Der Inn bei Fließ

Die Region im Tiroler Oberland bildet sich aus dem Oberinntal ab Landeck taleinwärts, zwischen Fließ und Pfunds beziehungsweise von der Pontlatzer Brücke bis zum Finstermünzpass, einschließlich der Sonnenterrasse am Südhang des Tals, und des Kaunertals, dem Seitental nach Süden. Dabei umfassen Inntal und Kaunertal die Nauderer Berge und den Glockturmkamm der Ötztaler Alpen.
Nachbarregionenumgebende Gebirgsgruppe sind kursiv gesetzt
|                                                       | Landecker Becken                                          | Venetberg                       |
| Paznaun Samnaungruppe                                 | Kompassrose, die auf Nachbargemeinden zeigt               | Kaunergrat Pitztal (Bez. Imst)  |
| Unterengadin (Kt. Graubünden, Schweiz) Sesvennagruppe | Obervinschgau Langtaufers (Prov. Bozen/Südtirol, Italien) | Weißkamm Venter Tal (Bez. Imst) |

Das obere Gericht umfasst die Gemeinden:
| Inn aufwärts                                                      | auf der Sonnenterrasse   | im Kaunertal                     |
| - Faggen - Prutz - Fendels - Ried im Oberinntal - Tösens - Pfunds | - Ladis - Fiss - Serfaus | - Kauns - Kaunerberg - Kaunertal |

Die Gemeinden
- Nauders, also das Nebental des Stillebachs zum Reschenpass,
- Spiss, im Seitental gegen das Samnaun hin, werden auch oft dazugezählt, man spricht dann auch von Oberes und Oberstes Gericht – so heißt der Tiroler Planungsverband Nr. 9 (LGBl. Nr. 87/2005). Der Planungsverband hat eine Fläche von 565,5 km² (davon 5,6 % Dauersiedlungsraum) und 10.049 Einwohner (Stand 2012).

Die Sonnenterrasse bildet einen eigenen Tourismusverband, die anderen Gemeinden gehören zum Tiroler Oberland, Fließ aber zu Tirol West (Landeck und Umgebung).

## Geschichte

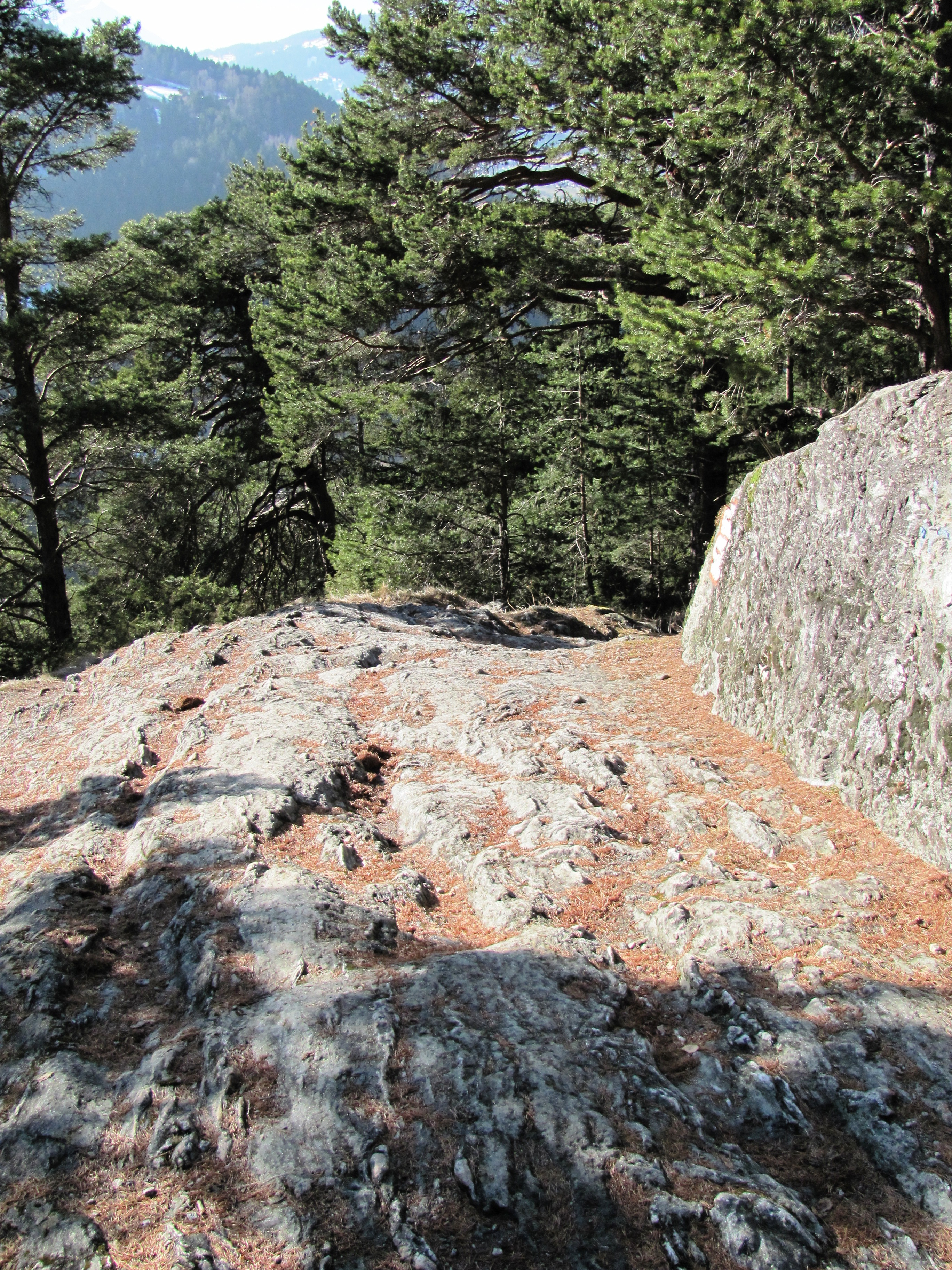
Reste der Via Claudia Augusta bei Fließ

Besiedlungen der Bronzezeit fanden auf den sonnigen Hängen über dem Tal statt. Es wird vermutet, dass hier die Handels- und Metallexportrouten über den Malojapass in der Schweiz nach Oberitalien führten. Die Römer nutzten das Inntal mit der Via Claudia Augusta mit regem Transitverkehr und dazugehörigen Versorgungsstationen.
Die Einwanderung der Bajuwaren erfolgte nur zögerlich, was zur Folge hatte, dass sich in manchen Gegenden, vor allem in Nauders, das Rätoromanische bis in das 17. Jahrhundert (im angrenzenden Engadin wird es heute noch gesprochen) halten konnte. Reste dieser Sprache blieben noch im Dialekt und in manchen Ortsbezeichnungen erhalten.
Der Verwaltungsort des Oberen Gerichtes war zuerst die Burg Laudegg bei Ladis und ab 1550 das Schloss Sigmundsried in Ried im Oberinntal.
Bis 1919 hatte Nauders ein eigenes Gericht (ab 1849 Bezirksgericht im Gerichtsbezirk Nauders), das zudem den oberen Vinschgau bis Mals betreute. Nach dem Verlust Südtirols im Jahre 1919 wurden der Gerichtsbezirk aufgelöst und die drei Gemeinden Nauders, Spiss und Pfunds dem Gerichtsbezirk Ried in Tirol zugeteilt.
1978 wurden der Gerichtsbezirk Ried aufgelöst und die Kompetenzen an das Bezirksgericht Landeck weitergegeben.

## Klima
Geschützt durch die bis zu 3000 m hohen Bergkämme hat das Obere Gericht ein inneralpines Trockenklima mit nur 600 bis 700 mm Niederschlag pro Jahr, was künstliche Bewässerung, z. B. durch Waale, erforderlich macht. Das bevorzugte Klima erlaubt den Anbau von Getreide bis auf 1500 m Höhe.
|                        | Jan  | Feb  | Mär  | Apr  | Mai  | Jun  | Jul  | Aug  | Sep  | Okt  | Nov  | Dez  |   |       |
| Mittl. Temperatur (°C) | −2,9 | −1,2 | 3,0  | 6,6  | 11,4 | 14,3 | 16,2 | 15,7 | 12,2 | 7,3  | 1,5  | −2,0 | ⌀ | 6,9   |
| Mittl. Tagesmax. (°C)  | 2,2  | 4,9  | 9,9  | 13,4 | 18,6 | 21,5 | 23,8 | 23,4 | 20,0 | 14,7 | 7,0  | 2,8  | ⌀ | 13,6  |
| Mittl. Tagesmin. (°C)  | −6,3 | −5,1 | −1,4 | 1,8  | 5,9  | 8,8  | 10,7 | 10,5 | 7,3  | 3,0  | −1,8 | −5,1 | ⌀ | 2,4   |
|                        |      |      |      |      |      |      |      |      |      |      |      |      |   |       |
| Niederschlag (mm)      | 31,9 | 30,2 | 31,3 | 26,1 | 53,6 | 86,2 | 98,6 | 99,2 | 61,4 | 40,1 | 39,7 | 35,3 | Σ | 633,6 |
|                        |      |      |      |      |      |      |      |      |      |      |      |      |   |       |
| Sonnenstunden (h/d)    | 2,3  | 3,3  | 3,9  | 4,5  | 5,5  | 5,5  | 6,2  | 5,6  | 4,7  | 3,9  | 2,7  | 2,1  | ⌀ | 4,2   |

| −6,3 |

| −5,1 |

| −1,4 |

| 1,8 |

| 5,9 |

| 8,8 |

| 10,7 |

| 10,5 |

| 7,3 |

| 3,0 |

| −1,8 |

| −5,1 |

| −6,3 |

| −5,1 |

| −1,4 |

| 1,8 |

| 5,9 |

| 8,8 |

| 10,7 |

| 10,5 |

| 7,3 |

| 3,0 |

| −1,8 |

| −5,1 |

| N i e d e r s c h l a g | 31,9 | 30,2 | 31,3 | 26,1 | 53,6 | 86,2 | 98,6 | 99,2 | 61,4 | 40,1 | 39,7 | 35,3 |
|                         | Jan  | Feb  | Mär  | Apr  | Mai  | Jun  | Jul  | Aug  | Sep  | Okt  | Nov  | Dez  |

## Wirtschaft und Wasserkraft

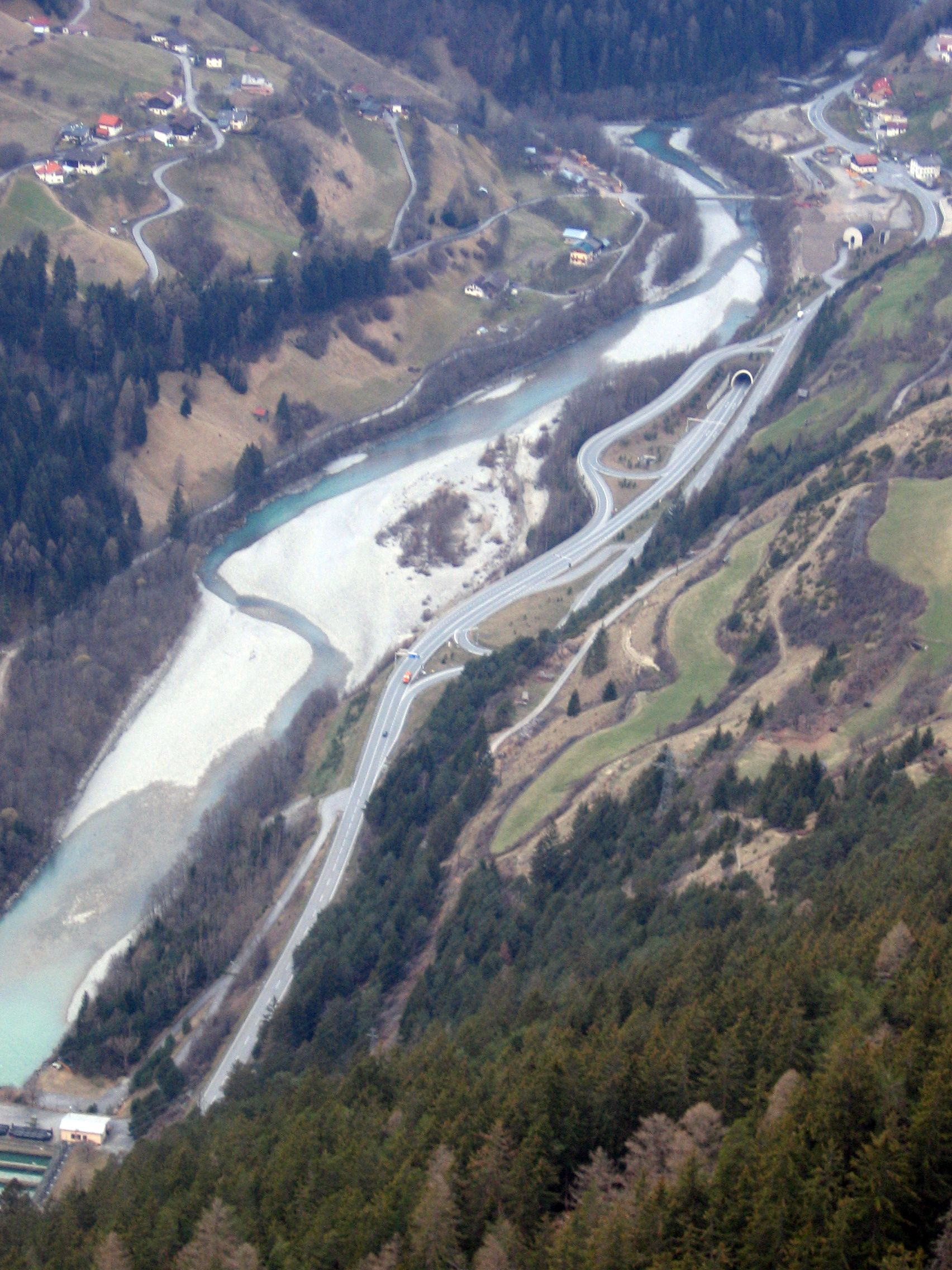
Der Inn und die Reschenstraße bei Prutz

Das Obere Gericht ist eine Region, in der aufgrund der wasserwirtschaftlichen und topographischen Voraussetzungen viel Strom aus Wasserkraft produziert wird. Hier befindet sich sowohl das Kraftwerk Kaunertal mit dem Speicher Gepatsch im Kaunertal und dem Krafthaus in Prutz, als auch der Aufstau des Inns und die Wehranlage Runserau für das Kraftwerk Imst.
Die Wasserkraft des Inns werden auch flussaufwärts im benachbarten Engadin zur Stromerzeugung genutzt. Der Kraftwerksbetrieb in der Schweiz verursacht einen unnatürlichen Wasserablauf mit starken Abflussschwankungen, wodurch eine positive gewässerökologische Entwicklung der Innstrecke im Oberen Gericht behindert wird. Mit dem Projekt Gemeinschaftskraftwerk Inn (GKI), dessen Bau im Jahr 2014 begonnen wurde, wird der Schwall aus dem Engadin weitgehend aufgefangen und das Wasser gleichmäßig und angepasst an die natürlichen Verhältnisse wieder abgegeben. Dadurch verbessert sich die Situation für Fische und Kleinstlebewesen im Inn wesentlich. Das GKI garantiert eine kontinuierliche Wasserabflussmenge von min. 5,5 m³/s im ökologisch sensiblen Winter. Dadurch können sich Fische und Kleinstlebewesen in der winterlichen Ruhephase ungestört entwickeln.
Dem Projekt GKI (bzw. KW Martina-Prutz) geht eine lange Projektgeschichte voraus. Für viel Aufsehen sorgte in den 1980er Jahren eine veraltete Projektgestaltung zur Stromgewinnung, das den Inn auf einer Länge von ca. 15 km nach Ansicht der Projektkritiker fast zum Versiegen gebracht hätte. Dieses Projekt sorgte vor allem in Pfunds, eine der direkt am Inn liegenden Gemeinden, für starke Proteste.
Im Jahr 2004 wurde ein gemeinsam optimiertes Projekt, das die ursprünglichen Anliegen der Anrainergemeinden berücksichtigte, unter der Bezeichnung „Gemeinschaftskraftwerk Inn“ wieder aufgegriffen. Nach intensiver Vorbereitung und umfassender Planung unter Einhaltung der sehr strengen EU-rechtlichen Bestimmungen und der nationalen Umweltgesetze wurde das Projekt im Jahr 2007 zur Umweltverträglichkeitsprüfung eingereicht. Das Amt der Tiroler Landesregierung hat Mitte Juli 2010 mit Bescheid die Umweltverträglichkeit des Projektes festgestellt und die Genehmigung für das Kraftwerksprojekt erteilt. Der Bundesumweltsenat hat im Dezember 2012 den Bescheid der Tiroler Landesregierung rechtskräftig bestätigt.
Am 14. November 2014 erfolgte der Spatenstich für das Kraftwerksprojekt. Die Fertigstellung des Gemeinschaftskraftwerkes Inn ist für 2018 geplant.

## Verkehr
Seit dem 19. Jahrhundert gab es Pläne für die Reschenscheideckbahn, die Landeck über den Reschenpass mit Mals verbinden sollte, aber nie verwirklicht wurde. Ein Ast sollte dem Inn entlang ins Engadin folgen und in Scuol an die Rhätische Bahn anschließen.
Die Reschenstraße B 180, die durch das Obere Gericht führt, folgt zum Teil noch dem geplanten Trassenverlauf der Bahn. Über den Reschenpass gelangt man nach Südtirol, über die Engadiner Straße B 184 im Inntal und die Martinsbrucker Straße B 185 über den Finstermünzpass nach Graubünden. Am Talanfang führt eine niederrangige Straße von Fließ – und auch eine von Kauns – über die Pillerhöhe nach Wenns im Pitztal.

## Kultur
Die charakteristische Bauform sind die oft bis zum Dach aus Bruchsteinen aufgemauerten, wuchtigen, durch Erker gegliederten und manchmal reich bemalten Bauernhäuser. Diese Bauform wird Engadiner Haus genannt. Typische Beispiele sind etwa in Fließ, Fendels, Ladis, Grins, Pfunds und Fiss zu finden. Viele der rätoromanisch geprägten Ortskerne fielen Bränden zum Opfer, weil die Dörfer aus sehr eng zueinanderstehenden Häusern bestanden. Seit etwa Mitte des 20. Jahrhunderts werden die Häuser in den Dörfern nicht mehr so eng zusammengebaut, um etwaigen Dorfbränden vorzubeugen. Der noch am besten erhaltene rätoromanische Dorfkern ist der von Fiss.